# Pseuderanthemum ellipticum
Pseuderanthemum ellipticum är en akantusväxtart som beskrevs av William Bertram Turrill. Pseuderanthemum ellipticum ingår i släktet Pseuderanthemum och familjen akantusväxter. Inga underarter finns listade i Catalogue of Life.